# Småsörarna
Småsörarna är öar nära Skäriråsen i Nagu,  Finland. De ligger i Norra Östersjön eller Skärgårdshavet i Pargas stad i landskapet Egentliga Finland, i den sydvästra delen av landet. Öarna ligger omkring 6 kilometer söder om Skäriråsen, 48 kilometer söder om Nagu kyrka, 80 kilometer söder om Åbo och omkring 180 kilometer väster om Helsingfors. Närmaste allmänna förbindelse är förbindelsebryggan vid Borstö som trafikeras av M/S Nordep.
Arean för den av öarna koordinaterna pekar på är 0,6 hektar och dess största längd är 130 meter i öst-västlig riktning. Det finns inga samhällen i närheten.